# Koniklec otevřený
Koniklec otevřený (Pulsatilla patens) je vytrvalá, chlupatá rostlina nejčastěji s modrofialovými květy. V České republice je řazen mezi kriticky ohrožené druhy.

## Výskyt
Vyskytuje se ve Střední a Východní Evropě, v Pobaltí i na jihu Skandinávie. Rozšířen je i na severozápadě Severní Ameriky. Tomuto termofytu a xerofytu nejlépe vyhovují slunné travnaté stráně, skalní louky a stepi, skalky s pískovcovým podložím, skalní štěrbiny a okraje i mýtiny řídkých prosluněných lesů. Osídluje dobře propustné humózní půdy bohaté na živiny.
V České republice je nejčastěji k nalezení v českém termofytiku v severozápadních Čechách v CHKO České středohoří (NPP Borečský vrch, PR Holý vrch, Tobiášův vrch, Hradiště), v Doupovských horách (VVP Hradiště) a v okolí Mimoně (Hradčanské stěny). Vyskytuje se ve společenstvu svazu Koelerio-Phleion phleoidis. České rostliny tvoří západní hranici evropské populace.

## Popis
Ze silného, vystoupavého vícehlavého oddenku již v březnu raší přímý huňatý stvol vysoký až 15 cm. Na jeho vrcholu v přeslenu vyrůstají tři listeny, vytvořené 14 až 20 úkrojky o šíři asi 1 mm, z kterých vyrůstá na stopce jediný květ. Po jeho rozkvětu se teprve počnou vyvíjet listy, ty dorostou do plné velikosti až s uzráním semen. Z přízemní růžice vyrůstá do 5 listů které jsou v mládí chlupaté a později lysé. Spodní listy, široké 5 až 12 mm, jsou děleny do 17 až 30 laloků. Ostatní listy s dlouhými odstálými řapíky mají trojsečnou nebo trojčetnou čepel stejně širokou jako dlouhou. Lístky složených čepelí jsou přisedlé, dlanitodílné nebo dlanitosečné, bývají dlouhé okolo 8 mm a jsou rozděleny od 15 do 30 úkrojků širokých asi 7 mm. Stopka květu až do doby dozrání plodů stále přirůstá směrem vzhůru, takže stonek s květem dosahuje výšky i 40 cm. Tím se listeny, které byly původně v horní části stonku, při odkvětu nacházejí v jeho spodní části. Přes zimu listy usychají. Koniklec otevřený je diploidní druh, 2n=16.
V dubnu nebo květnu počínají květy koniklece otevřeného rozkvétat, za slunečného počasí jsou otevřené a za soumraku nebo deště se uzavírají a sklápějí. Oboupohlavné květy mají průměrně 6 podlouhlých nesrostlých kališních plátků dlouhých 24 až 36 mm a širokých 8 až 12 mm, na vrcholu zakončených tupě nebo špičatě. Rozevřený květ mívá v průměru od 5,5 do 8,5 cm a jeho barva je modro fialová nebo zřídka růžová či bílá. Ve květu je 100 a více ve spirále uspořádaných tyčinek se zářivě žlutými prašníky okolo nižších pestíků s fialovými bliznami. Krajní patyčinky jsou zdrojem nektaru. Tyčinky mívají jen třetinovou délku okvětních lístků. Květy jsou protogynické, 2 až 3 mm dlouhé blizny jsou schopné opylení o několik dnů dřív než je zralý pyl v prašnících, tím se zmenšuje pravděpodobnost samoopylení, kvetou asi 2 týdny. Plody jsou nažky s chmýrovitým přívěškem dlouhým 3 až 4,5 cm.
Koniklec otevřený je rostlina dlouholetá, v příznivých podmínkách se na jednom místě dožívá i 50 let a v trsu o průměru 30 cm může být i 50 květů. Nejčastěji se množí semeny, vykvétá prvně průměrně třetím rokem až po vytvoření hlubokého kořene zajišťující přežití na suchém stanovišti.
Listy i kořen obsahují stejně jako u ostatních druhů koniklece jedovatý glykosid ranunkulin, který působí škodlivě po požití i při styku s pokožkou. Sušením se jeho účinky vytrácejí.

## Ohrožení
Koniklec otevřený patří podle "Černého a červeného seznamu cévnatých rostlin ČR" mezi rostliny kriticky ohrožené C1 (CR). Ve volné přírodě jsou místa výskytu ochraňována, jsou klučeny náletové dřeviny a přerůstající travní porosty jsou koseny, nebo optimálně spásány ovcemi a kozami. Přesazování rostliny je téměř nemožné, jeho dlouhé kořeny se poničí. Citlivost na změnu prostředí je u tohoto koniklece natolik výrazná, že by přemístění těžko přežil i v případě, kdyby se jej podařilo získat i s kompletním kořenem. Tato vlastnost znemožňuje jeho případnou záchranu přenesení sazenic z jiné lokality.

## Taxonomie
Druh koniklec otevřený se dělí do tří poddruhů, v České republice se vyskytuje pouze nominální poddruh patens.
- Pulsatilla patens (L.) Mill. subsp. patens
- Pulsatilla patens (L.) Mill. subsp. flavescens (Zucc) Zämelis
- Pulsatilla patens (L.) Mill. subsp. multifida (Pritz.) Zämelis [2][3][8]